# 805 до н. е.

## Події
Ададнерарі ІІІ, цар Ассирії, став повнолітнім. Кінець регентства Семіраміди. Похід ассирійців у Сирію. Перемога над Арпадом у Північній Сирії. Мирні угоди з Юдеєю та Ізраїлем. На Фінікію накладена контрибуція.
Цар Урарту Менуа переміг Мілід і наклав на нього контрибуцію